# Список заслуженных мастеров спорта СССР (теннис)
Почётное пожизненное спортивное звание в СССР. Было присвоено 30 теннисистам.
| 1934 год |                                           |            |                         |           |           |     |
| 1        | Кудрявцев Евгений Аркадьевич              | 05.06.1934 | ??.??.1898 — ??.??.1973 | Ленинград | «Динамо»  | 20  |
| 1936 год |                                           |            |                         |           |           |     |
| 1        | Ованесов Евгений Степанович               | 19.03.1936 | ??.??.1893 — ??.??.1944 | Москва    | РККА      | 23  |
| 2        | Теплякова Нина Сергеевна                  | 08.12.1936 | ??.??.1899 — ??.??.???? |           |           | 40  |
| 1939 год |                                           |            |                         |           |           |     |
| 1        | Новиков Борис Ильич                       | ??.07.1939 | ??.??.1909 — ??.??.1980 | Москва    | «Динамо»  |     |
| 1945 год |                                           |            |                         |           |           |     |
| 1        | Коровина Галина Сергеевна                 | 10.10.1945 | ??.??.1909 — ??.??.1980 | Ленинград |           |     |
| 1946 год |                                           |            |                         |           |           |     |
| 1        | Иванов Николай Николаевич                 | 23.07.1946 | ??.??.1901 — ??.??.1974 | Москва    | «Динамо»  |     |
| 1947 год |                                           |            |                         |           |           |     |
| 1        | Мальцева Софья Васильевна                 | ??.??.1947 | ??.??.1895 — ??.??.1993 | Москва    | «Спартак» |     |
| 2        | Озеров Николай Николаевич                 | 26.04.1947 |                         | Москва    | «Спартак» | 314 |
| 3        | Клочкова-Мультино Зинаида Георгиевна      | ??.??.1947 | ??.??.1903 — ??.??.1972 |           |           |     |
| 1948 год |                                           |            |                         |           |           |     |
| 1        | Калмыкова Ольга Николаевна                | ??.01.1948 | ??.??.1913 — ??.??.1961 | Киев      | «Динамо»  |     |
| 2        | Негребецкий Эдуард Эдуардович             | ??.07.1948 |                         | Ленинград | «Динамо»  |     |
| 3        | Налимова Татьяна Борисовна                | 05.08.1948 | ??.??.1915 — ??.??.1995 | Ленинград | «Динамо»  |     |
| 1950 год |                                           |            |                         |           |           |     |
| 1        | Славинская-Белоненко Надежда Митрофановна | ??.12.1950 |                         | Москва    | «Спартак» |     |

### 1963
- Андреев, Сергей Сергеевич (1923—1995)

### 1964
- Дмитриева, Анна Владимировна
- Лейус, Томас Карлович

### 1966
- Метревели, Александр Ираклиевич

### 1967
- Лихачёв, Сергей Александрович

### 1971
- Морозова, Ольга Васильевна

### 1977
- Какулия, Теймураз Ираклиевич

### 1985
- Борисов, Вадим Вадимович

### 1986
- Крошина, Марина Васильевна

### 1991
- Елисеенко, Елена Павловна 5.5.1959[15]
- Зверев, Александр Михайлович
- Зверева, Наталья Маратовна
- Коротков, Владимир Викторович
- Кузьменко-Титова, Валерия Ивановна (1934—2010)
- Пархоменко, Светлана Германовна
- Пугаев, Константин Павлович (1955)
- Савченко-Нейланд, Лариса Ивановна
- Чмырёва, Наталья Юрьевна (1958—2015)